# Тиаминаза
Тиамина́за — ферментный антагонист витамина В1. Это фермент класса гидролаз, катализирующий гидролиз тиамина. Тиаминаза разрушает тиамин, катализируя реакцию нуклеофильного замещения у метиловой группы с образованием неактивных соединений — свободного тиазола и сульфокислоты.

## Типы тиаминазы
Различают два типа тиаминазы:

1. Тиаминаза I (англ. thiamine pyridinylase) — Шифр КФ 2.5.1.2 — самый распространенный тип. Он действует путем вытеснения пиримидиновых метильных групп с азотистым основанием или SH-соединений для разрушения тиазольного кольца.

Синонимы Тиаминазы I:

Протеины: пиримидин трансфераза, тиамин гидроназа

Альтернативное название: тиамин основание 2-метил-4-аминопиримидин-5-метилтрансфераза (англ. thiamine:base 2-methyl-4-aminopyrimidine-5-methenyltransferase)

2. Тиаминаза II (англ. aminopyrimidine aminohydrolase) — Шифр КФ 3.5.99.2 — этот тип действует через гидролитическое расщепление метилен-тиазол-Н соединений с образованием фрагментов пиримидина и тиамина.

Синонимы Тиаминазы II:

Протеины: аневриназа (уст.), анзериназа (уст.), тиамин гидроназа

Альтернативное название: 4-амино-5-аминометил-2-метилпиримидин гидролаза (англ. 4-amino-5-aminomethyl-2-methylpyrimidine hydrolase)

Ген: tenA (Локус: BSU11650)
При расщеплении тиамина оба типа тиаминазы используют косубстраты (обычно амин или сульфгидрил-содержащие соединения). Например пролин или цистеин.